# Perithous galbus
Perithous galbus är en stekelart som beskrevs av Baltazar 1961. Perithous galbus ingår i släktet Perithous och familjen brokparasitsteklar. Inga underarter finns listade i Catalogue of Life.